# Australia en la Copa Mundial de Fútbol de 2014
La seleccíón de Australia fue una de las 32 selecciones que participaron en la Copa Mundial de Fútbol de 2014, fue la tercera selección en clasificar al mundial luego de Japón y del anfitrión Brasil. Esta fue su cuarta participación en mundiales y tercera consecutiva desde Alemania 2006.
Pese a lograr la clasificación al mundial la FFA decidió rescindir el contrato con el técnico Holger Osieck luego de las abultadas derrotas en partidos amistosos ante Brasil y Francia ambas por el marcador de 6-0. La selección quedó bajo el mando interino de Aurelio Vidmar hasta que el 23 de octubre de 2013 la FFA anunció el nombramiento de Ange Postecoglou como director técnico de cara al Mundial Brasil 2014.
Australia fue la primera selección en arribar a Brasil, el 28 de mayo la delegación australiana aterrizó en el Aeropuerto Internacional Afonso Pena de la ciudad de Curitiba desde ahí se desplazó hasta la ciudad de Vitória donde se encuentra establecido su campamento base.

## Clasificación
Australia ingresó directamente en la Tercera ronda de las eliminatorias de la AFC por ser una de las 4 selecciones que alcanzó la fase final del mundial Sudáfrica 2010.
Enmarcado en el grupo D junto a Omán, Arabia Saudita y Tailandia terminó en primer lugar y se clasificó para la Cuarta Ronda de las eliminatorias. En esta instancia compartió el grupo B con Japón, Jordania, Omán e Irak culminando su participación en segundo lugar y clasificando a Brasil 2014.

### Tercera ronda
| Equipo         | Pts | PJ | PG | PE | PP | GF | GC | Dif |
| -------------- | --- | -- | -- | -- | -- | -- | -- | --- |
| Australia      | 15  | 6  | 5  | 0  | 1  | 13 | 5  | 8   |
| Omán           | 8   | 6  | 2  | 2  | 2  | 3  | 6  | -3  |
| Arabia Saudita | 6   | 6  | 1  | 3  | 2  | 6  | 7  | -1  |
| Tailandia      | 4   | 6  | 1  | 1  | 4  | 4  | 8  | -4  |

| Fecha                   | Lugar     |                |                           | Resultado |                           |                |
| ----------------------- | --------- | -------------- | ------------------------- | --------- | ------------------------- | -------------- |
| 2 de septiembre de 2011 | Brisbane  | Australia      | Bandera de Australia      | 2:1 (0:1) | Bandera de Tailandia      | Tailandia      |
| 6 de septiembre de 2011 | Dammam    | Arabia Saudita | Bandera de Arabia Saudita | 1:3 (0:1) | Bandera de Australia      | Australia      |
| 11 de octubre de 2011   | Sídney    | Australia      | Bandera de Australia      | 3:0 (1:0) | Bandera de Omán           | Omán           |
| 11 de noviembre de 2011 | Mascate   | Omán           | Bandera de Omán           | 1:0 (1:0) | Bandera de Australia      | Australia      |
| 15 de noviembre de 2011 | Bangkok   | Tailandia      | Bandera de Tailandia      | 0:1 (0:0) | Bandera de Australia      | Australia      |
| 29 de febrero de 2012   | Melbourne | Australia      | Bandera de Australia      | 4:2 (1:2) | Bandera de Arabia Saudita | Arabia Saudita |

### Cuarta Ronda
| Equipo    | Pts | PJ | PG | PE | PP | GF | GC | Dif |
| --------- | --- | -- | -- | -- | -- | -- | -- | --- |
| Japón     | 17  | 8  | 5  | 2  | 1  | 16 | 5  | 11  |
| Australia | 13  | 8  | 3  | 4  | 1  | 12 | 7  | 5   |
| Jordania  | 10  | 8  | 3  | 1  | 4  | 7  | 16 | -9  |
| Omán      | 9   | 8  | 2  | 3  | 3  | 7  | 10 | -3  |
| Irak      | 5   | 8  | 1  | 2  | 5  | 4  | 8  | -4  |

| Fecha                    | Lugar        |           |                      | Resultado |                      |           |
| ------------------------ | ------------ | --------- | -------------------- | --------- | -------------------- | --------- |
| 8 de junio de 2012       | Mascate      | Omán      | Bandera de Omán      | 0:0       | Bandera de Australia | Australia |
| 12 de junio de 2012      | Brisbane     | Australia | Bandera de Australia | 1:1 (0:0) | Bandera de Japón     | Japón     |
| 11 de septiembre de 2012 | Amán         | Jordania  | Bandera de Jordania  | 2:1 (0:0) | Bandera de Australia | Australia |
| 16 de octubre de 2012    | Doha (Catar) | Irak      | Bandera de Irak      | 1:2 (0:0) | Bandera de Australia | Australia |
| 26 de marzo de 2013      | Sídney       | Australia | Bandera de Australia | 2:2 (0:1) | Bandera de Omán      | Omán      |
| 4 de junio de 2013       | Saitama      | Japón     | Bandera de Japón     | 1:1 (0:0) | Bandera de Australia | Australia |
| 11 de junio de 2013      | Melbourne    | Australia | Bandera de Australia | 4:0 (1:0) | Bandera de Jordania  | Jordania  |
| 18 de junio de 2013      | Sídney       | Australia | Bandera de Australia | 1:0 (0:0) | Bandera de Irak      | Irak      |

### Goleadores
| Jugador         | Goles | PJ |
| --------------- | ----- | -- |
| Joshua Kennedy  | 5     | 6  |
| Alex Brosque    | 3     | 9  |
| Tim Cahill      | 3     | 9  |
| Brett Holman    | 3     | 11 |
| Archie Thompson | 2     | 8  |
| Luke Wilkshire  | 2     | 13 |
| Harry Kewell    | 1     | 3  |
| Tommy Oar       | 1     | 5  |
| Brett Emerton   | 1     | 5  |
| Mile Jedinak    | 1     | 7  |
| Mark Bresciano  | 1     | 8  |
| Robbie Kruse    | 1     | 13 |
| Lucas Neill     | 1     | 13 |

## Preparación

### Campamento base
El 8 de diciembre de 2013 la Federación de fútbol de Australia nombró a la ciudad de Vitória en el estado de Espirito Santo como sede de su campamento base luego de aceptar la oferta realizada por el gobernador del estado y la Federación de Fútbol del estado de Espirito Santo para usar la ciudad costera como campamento base.
Como parte del acuerdo se estableció que el estadio Engenheiro Alencar de Araripe, en el cual las autoridades locales invertirán para su mejoría, servirá como lugar de entrenamiento para la selección australiana. El Hotel Ilha do Boi se utilizará como alojamiento y lugar de concentración de la delegación australiana.

### Amistosos previos
| 7 de septiembre de 2013 | Brasil                                                             | 6:0 (3:0) | Australia | Estádio Nacional Mané Garrincha, Brasilia, Brasil                      |                                                                        |
|                         | Jô 8' 34' · Neymar 35' · Ramires 58' · Pato 72' · Luiz Gustavo 84' | Reporte   |           | Asistencia: 40,996 espectadores Árbitro(s): Enrique Cáceres Villafante | Asistencia: 40,996 espectadores Árbitro(s): Enrique Cáceres Villafante |

| 11 de octubre de 2013 | Francia                                                                   | 6:0 (4:0) | Australia | Parc des Princes, París, Francia                              |                                                               |
|                       | Ribéry 8' (pen) · Giroud 16' 26' · Cabaye 29' · Debuchy 47' · Benzema 51' | Reporte   |           | Asistencia: 30,000 espectadores Árbitro(s): Artur Soares Dias | Asistencia: 30,000 espectadores Árbitro(s): Artur Soares Dias |

| 15 de octubre de 2013 | Canadá | 0:3 (0:1) | Australia                             | Craven Cottage, Londres, Inglaterra                  |                                                      |
|                       |        | Reporte   | Kennedy 1' · Vidošić 52' · Leckie 79' | Asistencia: 3,741 espectadores Árbitro(s): Mike Dean | Asistencia: 3,741 espectadores Árbitro(s): Mike Dean |

| 19 de noviembre de 2013 | Australia   | 1:0 (0:0) | Costa Rica | Sídney Football Stadium, Sídney, Australia                     |                                                                |
|                         | Kennedy 69' | Reporte   |            | Asistencia: 20,165 espectadores Árbitro(s): Hiroyoshi Takayama | Asistencia: 20,165 espectadores Árbitro(s): Hiroyoshi Takayama |

| 5 de marzo de 2014 | Australia                          | 3:4 (3:0) | Ecuador                                                           | The Den, Londres, Inglaterra                           |                                                        |
|                    | Cahill 8' 32' · Jedinak 15' (pen.) | Reporte   | Martínez 57' · Castillo 61' (pen.) · Valencia 77' · Méndez 90'+2' | Asistencia: 7,133 espectadores Árbitro(s): Lee Probert | Asistencia: 7,133 espectadores Árbitro(s): Lee Probert |

| 26 de mayo de 2014 | Australia | 1:1 (1:1) | Sudáfrica  | Estadio ANZ, Sídney, Australia                             |                                                            |
|                    | Cahil 14' | Reporte   | Patosi 13' | Asistencia: 50,459 espectadores Árbitro(s): Kim Jong-Hyeok | Asistencia: 50,459 espectadores Árbitro(s): Kim Jong-Hyeok |

| 6 de junio de 2014 | Croacia     | 1:0 (0:0) | Australia | Estádio de Pituaçu, Salvador de Bahía, Brasil |                                            |
|                    | Jelavić 58' | Reporte   |           | Árbitro(s): Francisco Carlos do Nascimento    | Árbitro(s): Francisco Carlos do Nascimento |

## Lista de jugadores
El 13 de mayo de 2014 el entrenador de la selección australiana Ange Postecoglou presentó la lista provisional de 30 jugadores convocados para el mundial en Brasil. El 26 de mayo Postecoglou redujo la lista a 27 jugadores luego del empate en el amistoso ante Sudáfrica y antes de viajar a Brasil para continuar su preparación. Finalmente el 3 de junio Postecoglou anunció la nómina definitiva de los 23 jugadores que asistirán al mundial, Australia fue la última selección en anunciar su lista definitiva.
| #     | Nombre             |                  | Posición         | Edad             | PJ Sel           | G                | Club                     |
| ----- | ------------------ | ---------------- | ---------------- | ---------------- | ---------------- | ---------------- | ------------------------ |
| 1     | Mathew Ryan        |                  | Portero          | 22               | -                | -                | Brujas                   |
| 2     | Ivan Franjić       |                  | Defensa          | 26               | -                | -                | Brisbane Roar            |
| 3     | Jason Davidson     |                  | Defensa          | 22               | -                | -                | Heracles Almelo          |
| 4     | Tim Cahill         |                  | Delantero        | 34               | -                | -                | New York Red Bulls       |
| 5     | Mark Milligan      |                  | Centrocampista   | 28               | -                | -                | Melbourne Victory        |
| 6     | Matthew Špiranović |                  | Defensa          | 25               | -                | -                | Western Sydney Wanderers |
| 7     | Mathew Leckie      |                  | Delantero        | 23               | -                | -                | Frankfurt                |
| 8     | Bailey Wright      |                  | Defensa          | 21               | -                | -                | Preston North End        |
| 9     | Adam Taggart       |                  | Delantero        | 21               | -                | -                | Newcastle Jets           |
| 10    | Ben Halloran       |                  | Delantero        | 21               | -                | -                | Fortuna Düsseldorf       |
| 11    | Tommy Oar          |                  | Centrocampista   | 22               | -                | -                | Utrecht                  |
| 12    | Mitchell Langerak  |                  | Portero          | 25               | -                | -                | Borussia Dortmund        |
| 13    | Oliver Bozanic     |                  | Centrocampista   | 25               | -                | -                | Luzern                   |
| 14    | James Troisi       |                  | Centrocampista   | 25               | -                | -                | Melbourne Victory        |
| 15    | Mile Jedinak       |                  | Centrocampista   | 29               | -                | -                | Crystal Palace           |
| 16    | James Holland      |                  | Centrocampista   | 25               | -                | -                | Austria Wien             |
| 17    | Matt McKay         |                  | Centrocampista   | 31               | -                | -                | Brisbane Roar            |
| 18    | Eugene Galeković   |                  | Portero          | 33               | -                | -                | Adelaide United          |
| 19    | Ryan McGowan       |                  | Defensa          | 24               | -                | -                | Shandong Luneng Taishan  |
| 20    | Dario Vidošić      |                  | Centrocampista   | 27               | -                | -                | Sion                     |
| 21    | Massimo Luongo     |                  | Centrocampista   | 21               | -                | -                | Swindon Town             |
| 22    | Alex Wilkinson     |                  | Defensa          | 29               | -                | -                | Jeonbuk Hyundai Motors   |
| 23    | Mark Bresciano     |                  | Centrocampista   | 34               | -                | -                | Al-Gharafa               |
| D. T. | Ange Postecoglou   | Ange Postecoglou | Ange Postecoglou | Ange Postecoglou | Ange Postecoglou | Ange Postecoglou | Ange Postecoglou         |

Los siguientes jugadores formaron parte de la lista provisional de 30 convocados que la Federación de Fútbol de Australia envió a la FIFA, pero no fueron incluidos en la nómina definitiva de 23 jugadores que asistirán al mundial. Los primeros descartados por Ange Postecoglou fueron Curtis Good, lesionado de la cadera; Adam Sarota, recién de vuelta tras una cirugía de rodilla; y Joshua Brillante, considerado prescindible debido al número de mediocampistas en el equipo. Los 4 jugadores restantes fueron descartados antes de presentar la lista definitiva.
| Nombre           | Posición       | Edad | PJ Sel | G | Club              |
| ---------------- | -------------- | ---- | ------ | - | ----------------- |
| Mark Birighitti  | Portero        | -    | -      | - | Newcastle Jets    |
| Curtis Good      | Defensa        | -    | -      | - | Dundee United     |
| Luke Wilkshire   | Defensa        | -    | -      | - | Dinamo Moscú      |
| Joshua Brillante | Centrocampista | -    | -      | - | Newcastle Jets    |
| Adam Sarota      | Centrocampista | -    | -      | - | Utrecht           |
| Tom Rogić        | Centrocampista | -    | -      | - | Melbourne Victory |
| Joshua Kennedy   | Delantero      | -    | -      | - | Nagoya Grampus    |

## Participación

### Grupo B
| Equipo       | Pts | PJ | PG | PE | PP | GF | GC | Dif |
| ------------ | --- | -- | -- | -- | -- | -- | -- | --- |
| Países Bajos | 9   | 3  | 3  | 0  | 0  | 10 | 3  | +7  |
| Chile        | 6   | 3  | 2  | 0  | 1  | 5  | 3  | +2  |
| España       | 3   | 3  | 1  | 0  | 2  | 4  | 7  | -3  |
| Australia    | 0   | 3  | 0  | 0  | 3  | 3  | 9  | -6  |

| 13 de junio de 2014, 18:00 (UTC-4) | Chile                                         | 3:1 (2:1) | Australia  | Arena Pantanal, Cuiabá                                      |                                                             |
|                                    | Sánchez 11' · Valdivia 13' · Beausejour 90+1' | Reporte   | Cahill 34' | Asistencia: 40 275 espectadores Árbitro(s): Noumandiez Doue | Asistencia: 40 275 espectadores Árbitro(s): Noumandiez Doue |

| 18 de junio de 2014, 13:00 | Australia                       | 2:3 (1:1) | Países Bajos                            | Estadio Beira-Rio, Porto Alegre |                             |
|                            | Cahill 20' · Jedinak 53' (pen.) | Reporte   | Robben 19' · van Persie 57' · Depay 67' | Árbitro(s): Djamel Haimoudi     | Árbitro(s): Djamel Haimoudi |

| 23 de junio de 2014, 13:00 | Australia | 0:3 (0:1) | España                            | Estadio «Arena da Baixada», Curitiba                        |                                                             |
|                            |           | Reporte   | Villa 35' · Torres 68' · Mata 81' | Asistencia: 39 375 espectadores Árbitro(s): Nawaf Shukralla | Asistencia: 39 375 espectadores Árbitro(s): Nawaf Shukralla |

## Estadísticas

### Participación de jugadores
| #  | Pos        | Jugador | PJ (T/S) | Minutos Jugados | Goles recibidos | Atajos | Tarjetas Amarillas | Doble Tarjeta Amarilla y Roja | Tarjetas Rojas |
| -- | ---------- | ------- | -------- | --------------- | --------------- | ------ | ------------------ | ----------------------------- | -------------- |
| 1  | Guardameta | -       | -        | -               | -               | -      | -                  | -                             | -              |
| 12 | Guardameta | -       | -        | -               | -               | -      | -                  | -                             | -              |
| 18 | Guardameta | -       | -        | -               | -               | -      | -                  | -                             | -              |

| #  | Pos | Jugador | PJ (T/S) | Minutos Jugados | (P) | Asistencias | Tarjetas Amarillas | Doble Tarjeta Amarilla y Roja | Tarjetas Rojas |
| -- | --- | ------- | -------- | --------------- | --- | ----------- | ------------------ | ----------------------------- | -------------- |
| 2  | -   | -       | -        | -               | -   | -           | -                  | -                             | -              |
| 3  | -   | -       | -        | -               | -   | -           | -                  | -                             | -              |
| 4  | -   | -       | -        | -               | -   | -           | -                  | -                             | -              |
| 5  | -   | -       | -        | -               | -   | -           | -                  | -                             | -              |
| 6  | -   | -       | -        | -               | -   | -           | -                  | -                             | -              |
| 7  | -   | -       | -        | -               | -   | -           | -                  | -                             | -              |
| 8  | -   | -       | -        | -               | -   | -           | -                  | -                             | -              |
| 9  | -   | -       | -        | -               | -   | -           | -                  | -                             | -              |
| 10 | -   | -       | -        | -               | -   | -           | -                  | -                             | -              |
| 11 | -   | -       | -        | -               | -   | -           | -                  | -                             | -              |
| 13 | -   | -       | -        | -               | -   | -           | -                  | -                             | -              |
| 14 | -   | -       | -        | -               | -   | -           | -                  | -                             | -              |
| 15 | -   | -       | -        | -               | -   | -           | -                  | -                             | -              |
| 16 | -   | -       | -        | -               | -   | -           | -                  | -                             | -              |
| 17 | -   | -       | -        | -               | -   | -           | -                  | -                             | -              |
| 19 | -   | -       | -        | -               | -   | -           | -                  | -                             | -              |
| 20 | -   | -       | -        | -               | -   | -           | -                  | -                             | -              |
| 21 | -   | -       | -        | -               | -   | -           | -                  | -                             | -              |
| 22 | -   | -       | -        | -               | -   | -           | -                  | -                             | -              |
| 23 | -   | -       | -        | -               | -   | -           | -                  | -                             | -              |